# Jekaterina Fesenko
Jekaterina Aleksejevna Fesenko-Grun (rusko Екатерина Алексеевна Фесенко-Грунь), ruska atletinja, * 8. avgust 1958, Krasnodar, Sovjetska zveza.
Ni nastopila na poletnih olimpijskih igrah. Na svetovnih prvenstvih je v teku na 400 m z ovirami osvojila naslov prvakinje leta 1983.